# Guananico
Guananico är en kommun i Dominikanska republiken.   Den ligger i provinsen Puerto Plata, i den norra delen av landet, 170 km nordväst om huvudstaden Santo Domingo. Antalet invånare i kommunen är cirka 9 000.
Terrängen runt Guananico är kuperad åt sydväst, men åt nordost är den platt. Närmaste större samhälle är Esperanza, 17,1 km söder om Guananico. I omgivningarna runt Guananico växer i huvudsak städsegrön lövskog.